# Wilhelm Busch (Pfarrer, 1897)
Wilhelm Busch (* 27. März 1897 in Elberfeld, heute Wuppertal; † 20. Juni 1966 in Lübeck) war ein deutscher evangelischer Pfarrer, Jugend-Evangelist, Schriftsteller und Aktivist bei der Bekennenden Kirche.

## Leben
Wilhelm Busch wurde am 27. März 1897 in Elberfeld als Sohn des Pfarrers Wilhelm Busch geboren. Seine Mutter, Johanna Busch geb. Kullen, entstammte der vom Schwäbischen Pietismus geprägten Familie Kullen aus Hülben (bei Urach). Seine jüngeren Brüder Johannes und Friedrich waren ebenfalls Theologen.
Nach dem Abitur diente Wilhelm Busch als junger Offizier im Ersten Weltkrieg. Dort kam er zum Glauben an Jesus Christus. Er studierte Evangelische Theologie in Tübingen und verbrachte ein halbes Jahr als Lehrvikar in Gellershagen bei Bielefeld. Dort lernte er seine spätere Frau Emilie („Emmi“) Müller kennen. Buschs Schwester Pauline heiratete Emmis Bruder Erich Müller, später Regierungsdirektor in Siegburg. Nach dem Vikariat arbeitete Wilhelm Busch als Hilfsprediger in Bielefeld, wo er am 18. Februar 1923 in der Petrikirche ordiniert wurde. Ab 1924 war er als Pfarrer in einem Bergarbeiterbezirk in Essen im Ruhrgebiet tätig. Dort war er von 1929/30 bis 1962 Jugendpfarrer in dem von seinem Vorgänger, Pfarrer Wilhelm Weigle, 1912 eingerichteten Weigle-Haus. Während der Zeit des Nationalsozialismus brachte ihn sein Glaube und der Kampf der Bekennenden Kirche mehrfach ins Gefängnis. Nach dem Zweiten Weltkrieg war er unter anderem als reisender Evangelist tätig. Durch sein Amt im Weiglehaus kam er mit Gustav Heinemann in Kontakt, der von 1936 bis 1950 als Vorsitzender des örtlichen Christlichen Vereins Junger Männer (CVJM) tätig war. Busch war Mitglied im Bibelbund und teilte dessen Stellung zur Irrtumslosigkeit der Bibel. In Opposition zu Konrad Adenauers Wiederbewaffnungspolitik unterstützte er Heinemanns neu gegründete Gesamtdeutsche Volkspartei (GVP) und später die Sozialdemokratische Partei Deutschlands (SPD).
Wilhelm Busch wurde 1962 pensioniert, war aber weiterhin als Evangelist und Prediger unterwegs. Auf der Rückreise von einer Evangelisationswoche in Saßnitz auf Rügen starb er am 20. Juni 1966 in einem Lübecker Krankenhaus. Bestattet wurde er vier Tage später unter großer Anteilnahme der Bevölkerung, darunter der spätere Bundespräsident Gustav Heinemann, der ihm den Nachruf „So haben wir ihn geliebt“ widmete, auf dem Ostfriedhof Essen.
Nach seinem Tod erschienen im Jahr 1967 unter dem Titel Jesus unser Schicksal 17 evangelistische Vorträge Buschs, die in unterschiedlichen Ausgaben bis zum Jahr 2004 eine Auflage von über zwei Millionen Stück erreicht haben und bis 2009 in mindestens 36 Sprachen übersetzt worden sind.
Wilhelm Busch war verheiratet und hatte zwei Söhne und vier Töchter.

## Nach Wilhelm Busch benannte Straßen
In verschiedenen Städten gibt es Straßen, die nach Pfarrer Wilhelm Busch benannt sind, zum Beispiel in Lage (Lippe) und in Bielefeld. Bei der Zuordnung muss man aufpassen, weil in anderen Orten Straßen nach dem Dichter Wilhelm Busch benannt sind.

## Schriften
- Die belebte Straße. Entscheidende Begegnungen mit Jesus. Schriftenmissions-Verlag, Gladbeck (PDF-Datei)
- 365 mal ER. Tägliche Andachten. Aussaat Verlag, Neukirchen-Vluyn, ISBN 3-7615-4158-9.
- Es geht am Kreuz um unsere Not. Predigten aus dem Jahre 1944. Schriftenmissions-Verlag, Neukirchen-Vluyn.
- Freiheit aus dem Evangelium. Meine Erlebnisse mit der Geheimen Staatspolizei. Aussaat Verlag, Neukirchen-Vluyn, ISBN 3-7615-3556-2.
- Gegenstände der Passion. Anschauungs-Unterricht über das Leiden Jesu. Aussaat Verlag, Neukirchen-Vluyn, ISBN 3-7615-1087-X.
- Das Geheimnis des Kreuzes. Schriftenmissions-Verlag, Gladbeck 2. Aufl. 1956.
- Gottes Auserwählte. Aus den letzten Ansprachen Pfarrer Buschs insbesondere beim Pfingstmissionsfest 1966 in Bad Liebenzell. Verlag der Liebenzeller Mission, Bad Liebenzell 1967.
- Der Herr ist mein Licht und mein Heil. Tägliche Andachten. Aussaat Verlag, Neukirchen-Vluyn, ISBN 3-7615-4886-9.
- In der Seelsorge Gottes. Angefochtene Gottesknechte. Schriftenmissions-Verlag, Neukirchen-Vluyn, ISBN 3-7958-3162-8. (PDF-Datei)
- Jesus predigen. Aussaat-Verlag, Neukirchen-Vluyn 2. Aufl. 2002, ISBN 3-7615-3552-X. (PDF-Datei)
- Jesus unser Schicksal (gekürzte Ausgabe) Aussaat Verlag, Neukirchen-Vluyn, 1. Auflage 2006, ISBN 3-7615-5494-X (PDF-Datei)
- Jesus unsere Chance! CLV, Bielefeld, 1. Auflage 2003 (PDF-Datei)
- Jesus unsere einzige Hoffnung, Jesus unser Friede, Jesus unser König. Sammelband. Verlag Klaus Gerth, Asslar 1997, ISBN 3-89437-520-5.
- Kleine Erzählungen. Quell Verlag, Stuttgart 1. Aufl. 1949.
- Pastor Wilhelm Busch erzählt – Auswahlband. Quell Verlag, Stuttgart 10. Aufl. 1972.
- Plaudereien in meinem Studierzimmer. CLV, Bielefeld 10. Aufl. 2005, ISBN 3-89397-969-7. (PDF-Datei)
- Spuren zum Kreuz. Christus im Alten Testament. Aussaat Verlag, Neukirchen-Vluyn 10. Aufl. 2006, ISBN 3-7615-1086-1. (PDF-Datei)
- Die Suchaktion Gottes. Kurzgeschichten der Bibel. Aussaat Verlag, Neukirchen-Vluyn, ISBN 3-7615-3555-4. (PDF-Datei)
- Unter Menschen. Kleine Erzählungen – Fünfte Folge. Quell Verlag, Stuttgart 1958 (13. Auflage 1986. ISBN 3-7918-2194-6.)
- Von Bethlehem bis Rom. Predigten zu den Festtagen im Kirchenjahr. Aussaat Verlag, Neukirchen-Vluyn, ISBN 3-7615-3568-6. (PDF-Datei)
- Was bremst denn da? Aufsätze für ein unverkrampftes Christsein. Aussaat Verlag, Neukirchen-Vluyn, ISBN 3-7615-3553-8.
- Wunderbar sind deine Werke. Vier Ansprachen über Texte aus den Psalmen. Verlag Schulte + Gerth, Asslar 1985, ISBN 3-87739-633-X und weitere Bände in der „Reihe 38“.

## Zitate
„Ein halber Christ ist ein ganzer Betrüger.“